# 美保神社

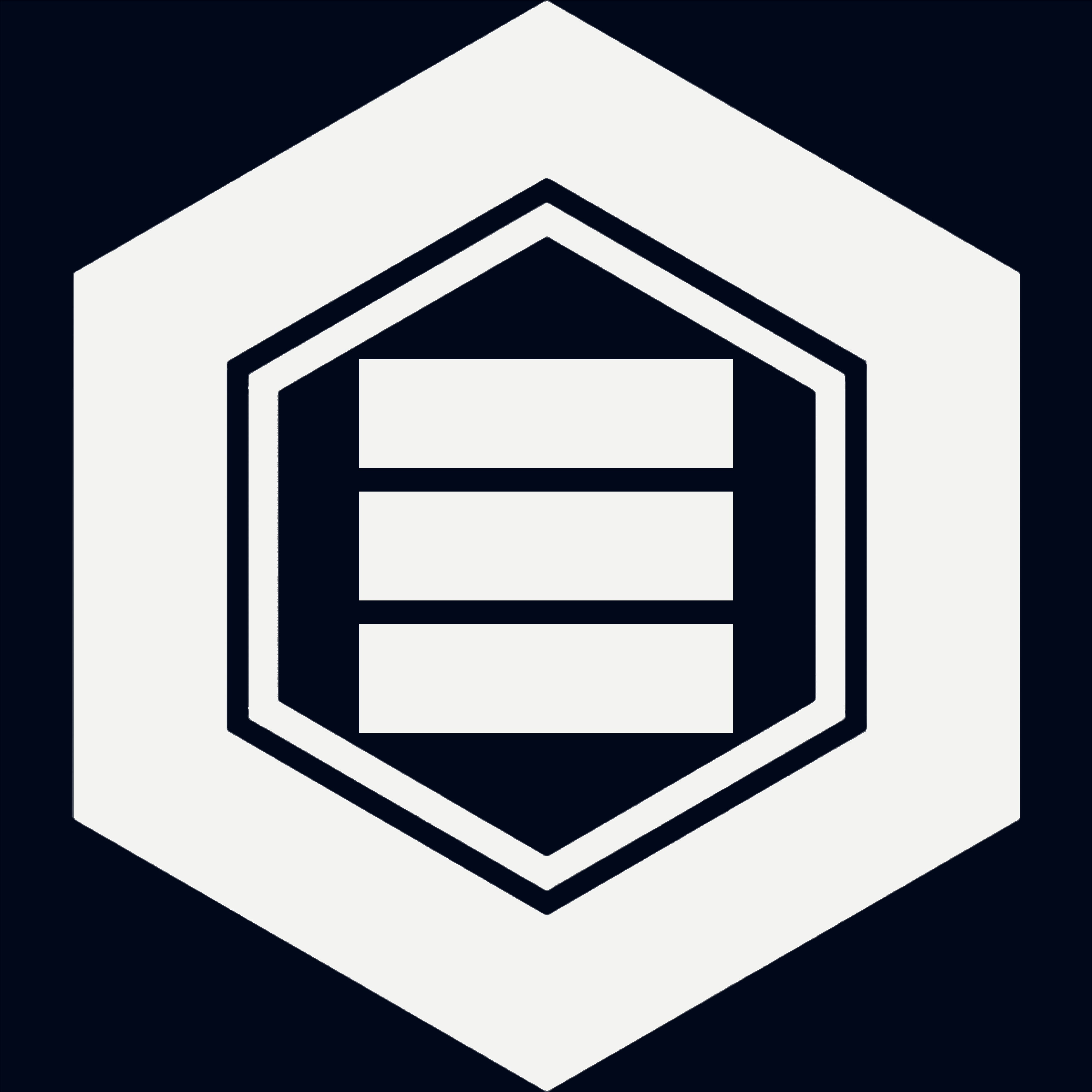
島根・美保神社の社紋

美保神社（みほじんじゃ）は、島根県松江市にある神社である。式内社で、旧社格は国幣中社。
えびす神としての商売繁盛の神徳のほか、漁業・海運の神、田の虫除けの神として信仰を集める。また、「鳴り物」の神様として楽器の奉納も多い。

## 祭神
右殿に大国主神の子の事代主神、左殿に大国主神の后の三穂津姫命を祀る。三穂津姫命は大国主神の幸魂奇魂（さきみたま・くしみたま）である「大物主神」の后神。事代主命は神屋楯比売神（かむやたてひめ）と大国主神との間の子供なので義理の母親にあたる。
『出雲国風土記』には、大穴持命（大国主神）と奴奈宣波比売命（奴奈川姫命）の間に生まれた「御穂須須美命」が美保郷に坐すとの記述がある。元々の当社の祭神は御穂須須美命のみであったのが、記紀神話の影響により事代主神と三穂津姫命とされたものと見られる。

## 歴史
創建の由緒は不詳であるが、8世紀に編纂された『出雲国風土記』の神社台帳に記載される古社である。延喜式神名帳では小社に列する。
中世より横山氏が神職を世襲した。近世頃から「大社（出雲大社）だけでは片詣り」と言われるようになり、出雲大社とともに参拝者が増えるようになった。出雲大社とあわせて「出雲のえびすだいこく」と総称される。
1885年（明治18年）に国幣中社に列せられ、第二次世界大戦後は神社本庁の別表神社となった。

## 境内

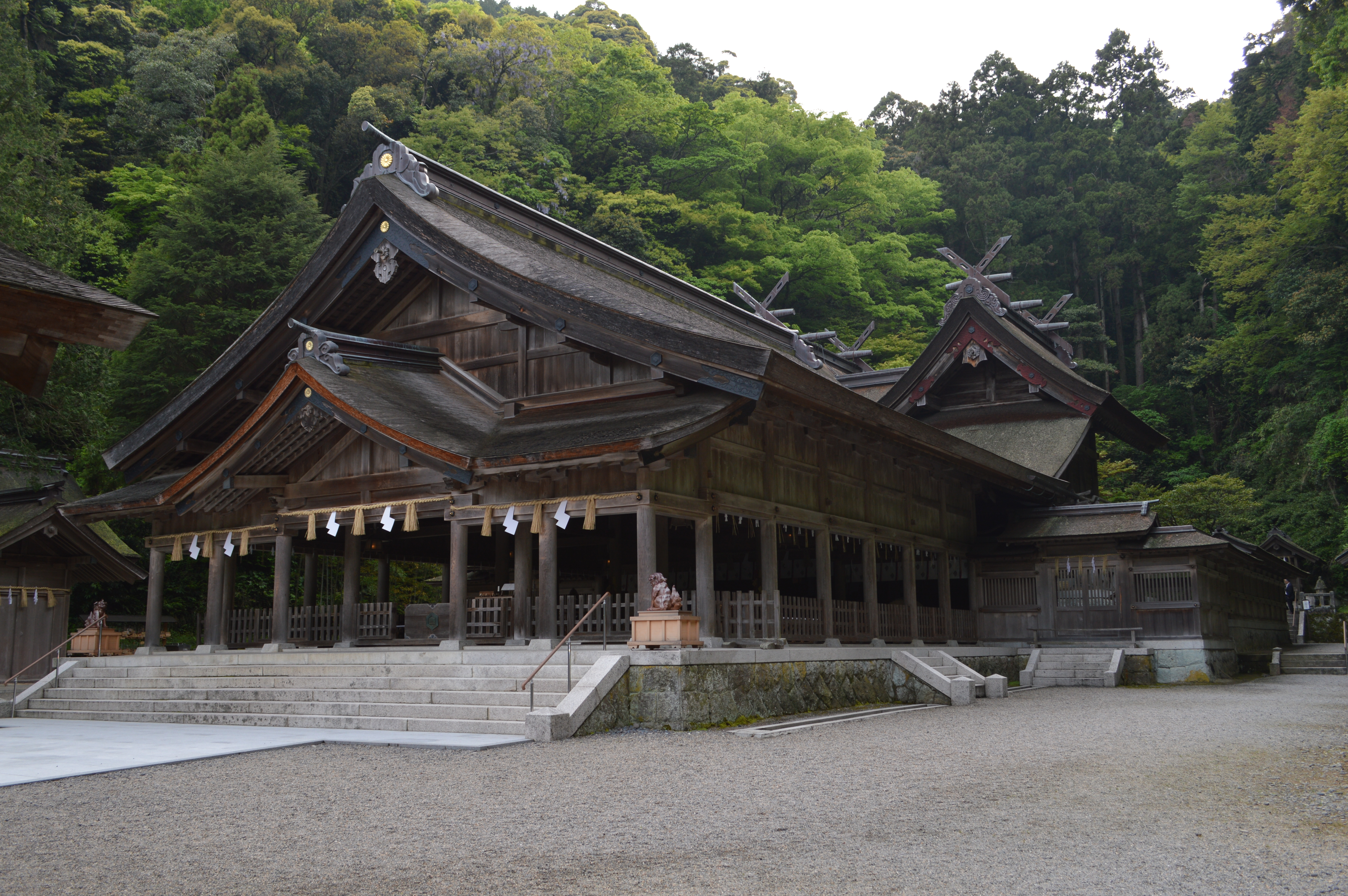
社殿
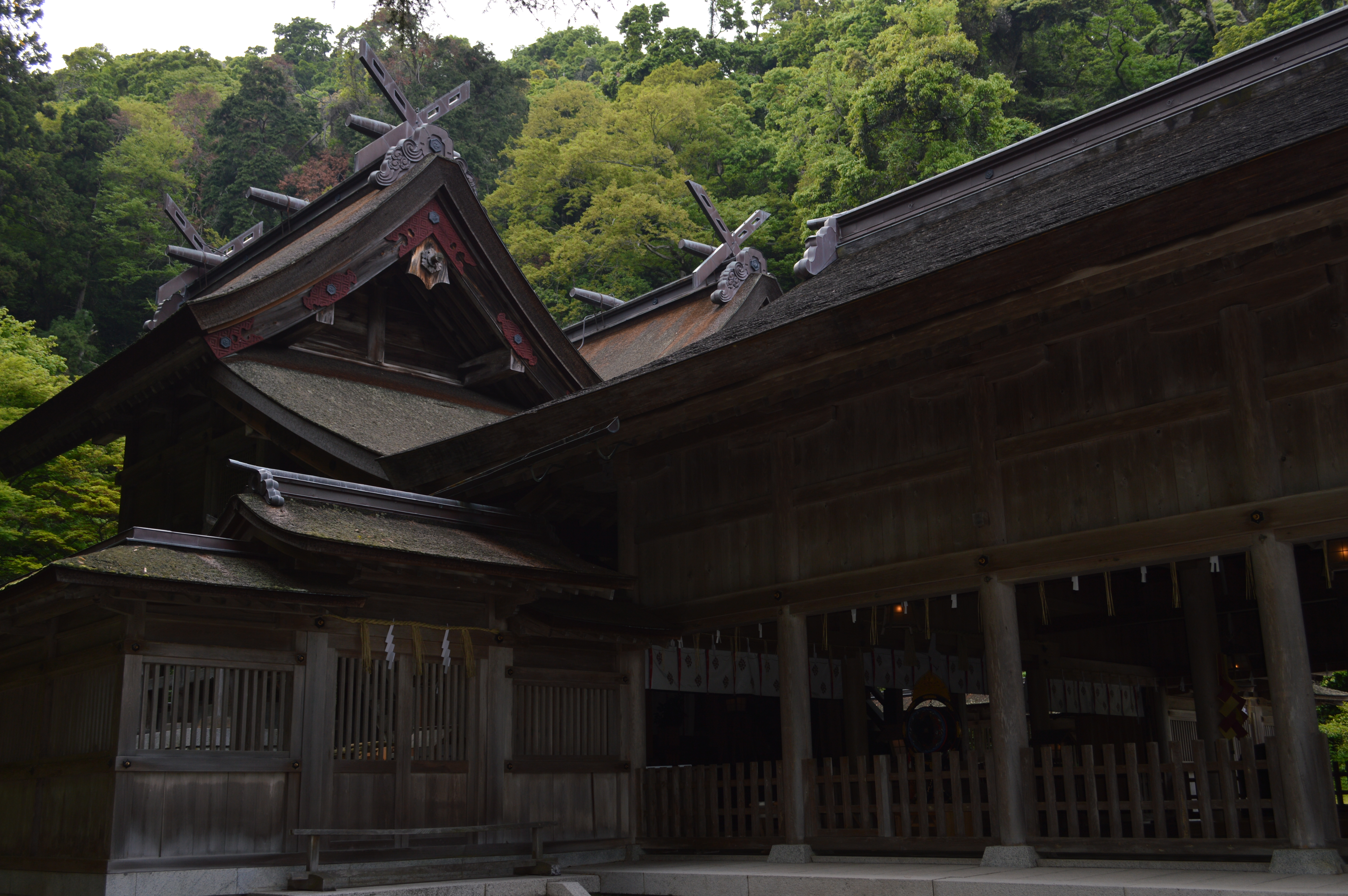
別号二御前（事代主大神）
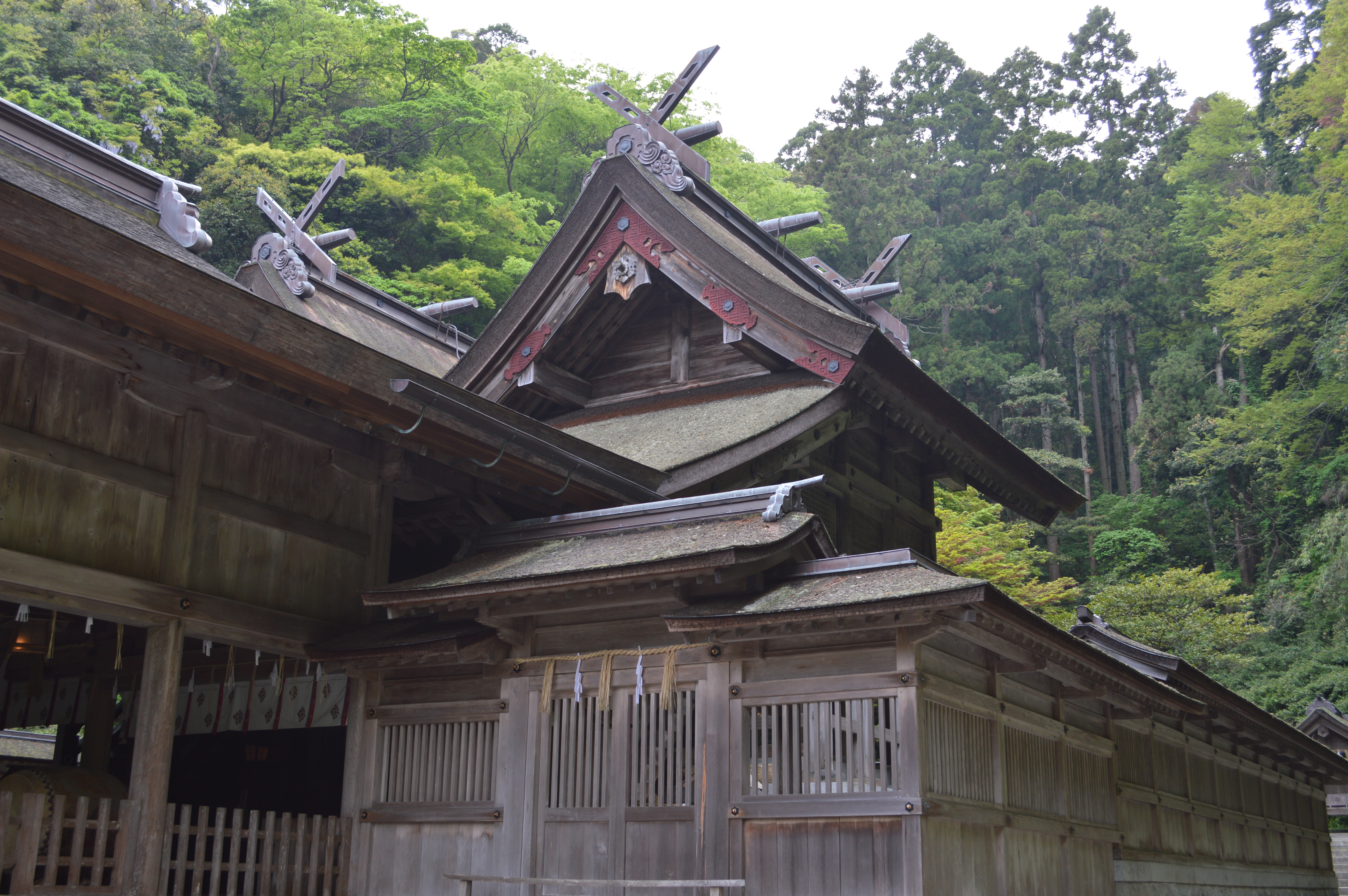
別号大御前（三穂津姫命）
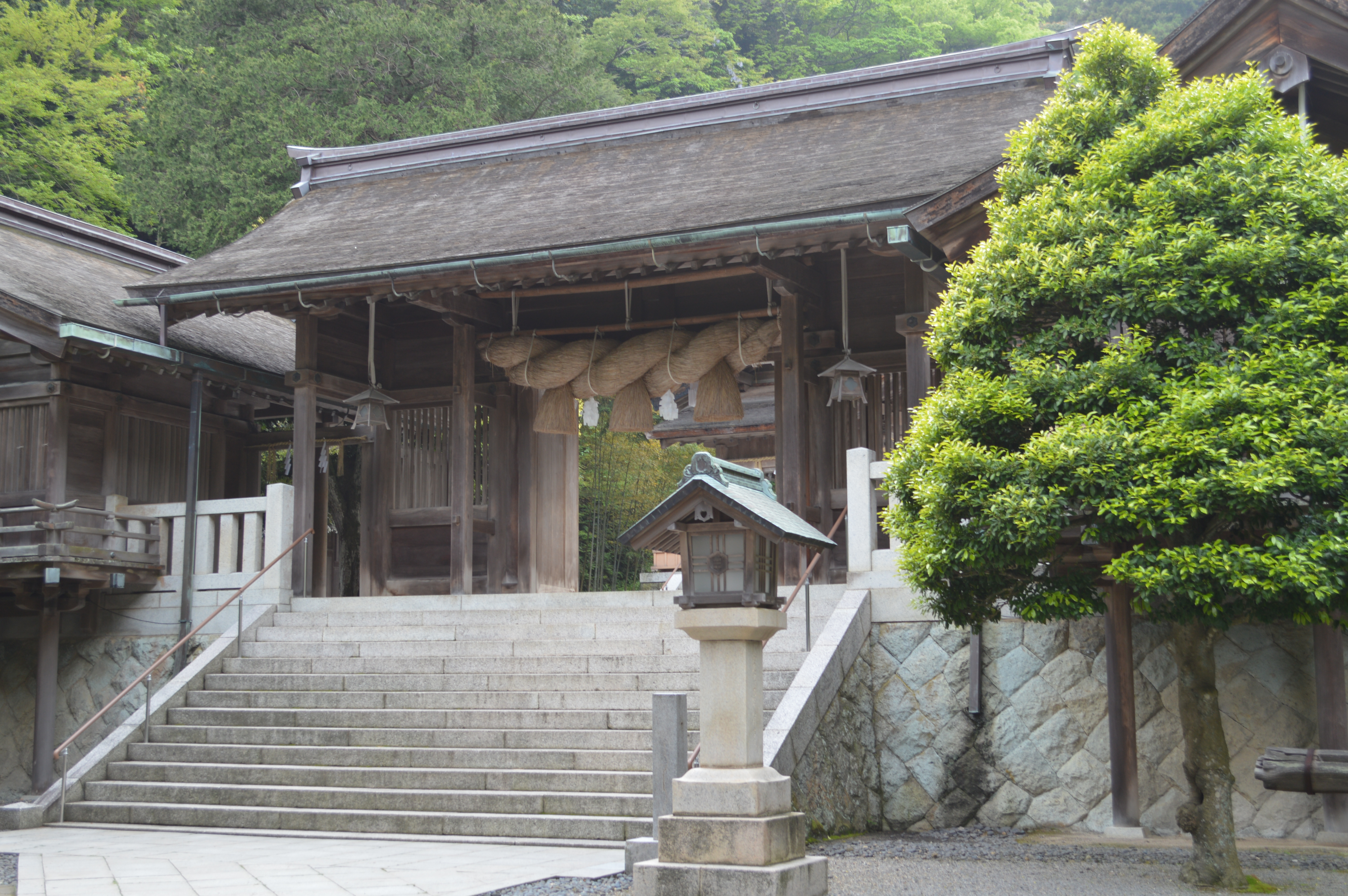
神門

2023年（令和5年）現在の本殿は寛政12年（1800年）の火災の後、文化10年（1813年）に再建されたものである。大社造の左右二殿連棟の特殊な形式で「美保造」または「比翼大社造」といわれ、国の重要文化財に指定されている。このような様式の成立時期は明らかではない。宝暦13年（1763年）の『伯様御用之覚』と呼ばれる文書では、天文3年（1534年）条に「美保神社」、天正11年（1583年）条に「美保両社」という社号で表記されている。また1886年（明治19年）の『国幣中社美保神社明細図書』によれば元亀年間（1570年 - 1573年）の戦災によって失われるまでは本殿は1棟であったが、その後、文禄年間（1593年 - 1596年）までの間に現在のように1つの基礎に2棟の本殿を持つ形式で再建されたという。この二つの文書から、天文3年（1534年）時点では1棟造りの神社であり、天正11年（1583年）までには2棟造りの「両社」と呼ばれるような構成になっていたと推定される。また、文禄5年（1596年）5月吉日と記された吉川廣家が朝鮮出兵での立願のため造営をした時の棟札にも「奉建立美保関両社御殿」とあり、当時既に2社殿が並立していたことを傍証している。ただし、当時の2社殿が現在のように連結された形態をとっていたかどうかは不明である。1928年（昭和3年）の修理によって本殿は原位置から現在の場所へ100メートル程度移築され、神域も拡張されて現在の形を完成させた。本殿をはじめ拝殿、神門、廻廊、通塀ともに屋根は現在では桧皮葺であるが、修理以前はこけら葺であった。本殿2棟の間に末社・大后社があり、3社5神（大后社 神屋楯比売命、沼河比売命、姫子社 媛蹈鞴五十鈴媛命、五十鈴依媛命、神使社 稲脊脛命）を祀る。

## 文化財

### 重要文化財（国指定）
建造物
- 美保神社本殿 附:棟札18枚 - 文化10年（1813年）

### 重要有形民俗文化財（国指定）
- 諸手船 2隻
- 美保神社奉納鳴物 846点
- そりこ 1隻

### 県指定有形文化財
- 紙本墨書手鑑（てかがみ）

#### 県指定有形民俗文化財
- アバニ 1隻 附:櫂17本、アンバ20本
- ともど 1隻

#### 登録有形文化財
- 拝殿 - 1924年（大正13年）[3]。伊東忠太の設計[4]。

## 祭事
青柴垣（あおふしがき）神事・諸手船（もろたぶね）神事は国譲り神話に因むものである。12月の諸手船神事は、大国主神が国譲りの是非を相談するため息子の言代主神に使者を送ったという故事を再現、4月の青柴垣神事は、国譲りを決めた言代主神が船を青柴垣に変えてその中に身を隠すが、再び神として甦る様子を再現している。1年間鶏肉鶏卵を避け、毎日海で身を清めた2人の当屋が前日から断食し、青柴垣を飾った2隻の船に乗り、港内を一周後、美保神社に参拝、奉幣する。
- 1月1日 -- 歳旦祭
- 1月7日 -- 初ゑびす祭
- 1月中旬--爆竹式（とんどさん）美保神社爆竹式
- 2月節分 -- 節分祭

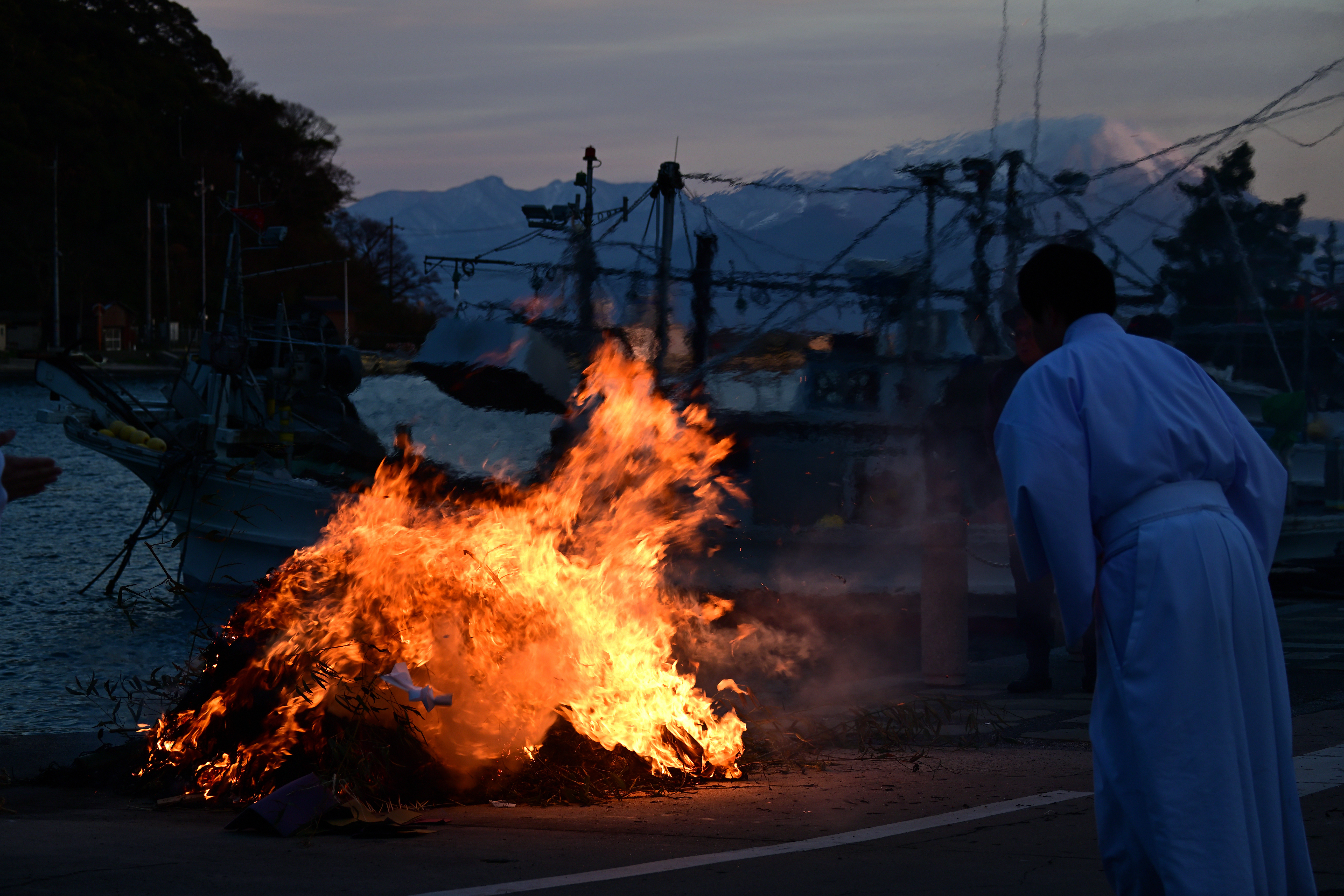
美保神社爆竹式

- 4月7日 -- 例大祭（青柴垣神事）：例大祭が午前に、青柴垣神事は午後に行なわれる。
- 4月13日 -- 漁幸祭
- 5月5日 -- 神迎神事
- 8月7日 -- 虫探神事
- 9月中旬 -- 浦安の舞（中学生の少女が正装で舞う。）
- 12月3日 -- 新嘗祭・諸手船神事

### 波剪御幣（なみきりごへい）と月次御幣（つきなみごへい）
波剪御幣
青柴垣神事で奉られる。
月次御幣
毎月7日の月次祭の折に供えられる。

## 交通
松江駅2番のりばから一畑バス美保関ターミナル行きに乗車（所要時間約40分）。美保関ターミナル終点より美保関コミュニティバス美保関行きに乗り換えて美保関終点下車（所要時間約30分）。美保神社入口バス停から徒歩約1分。
初詣シーズンやゴールデンウィーク、夏から初冬の土曜日・日曜日・祝日と12月3日には、日ノ丸バスにより米子空港・境港駅との直行バス「えびすライナー」が運行される。
公民館の横に駐車場（無料：十数台分のスペース）と公衆便所があり、神社までは徒歩1分。

## 関連図書
- 安津素彦・梅田義彦編集兼監修者『神道辞典』神社新報社、1968年、58頁
- 白井永二・土岐昌訓編集『神社辞典』東京堂出版、1979年、322-323頁
- 菅田正昭『日本の神社を知る「事典」』日本文芸社、1989年、203頁
- 上山春平他『日本「神社」総覧』新人物往来社、1992年、238-239頁
- 野々村安浩「美保神社の由来」『季刊 文化遺産』2002年4月号、創英社、2002年4月。ISBN 978-4-921070-13-7。